# Олаф Гулбрансон
Улав Гулбрансон (норв. Olaf Gulbransson; Кристијанија, 26. мај 1873 — Тегернзе, 18. септембар 1958) био је норвешки цртач, графичар и сликар.

## Биографија
Гулбрансон је радио од 1902. и Минхену као карикатуриста за часопис Симплицисимус. Био је предодређен за сликање портрета и карикатура будући да је физиономију и психу човека хватао брзо и да их је представљао једноставним, хумористичким облицима. Између 1929. и 1938. године предавао је на минхенској Академији.
Оставио је за собом и плакате, илустрације за књиге као и неколико портрета у уљу. 